# Ugolniji repülőtér
Az Ugolniji repülőtér (IATA: DYR, ICAO: UHMA) (orosz nyelven: Аэропорт Угольный) nemzetközi repülőtér Oroszországban, amely Anadir közelében található. Éves utasforgalma 102 806 fő (2018).

## Futópályák
A repülőtér futópályái:
- 01/19 (beton)

## Forgalom
Az utasforgalom az elmúlt években az alábbi módon változott:
| Utasok száma | 90 040 | 95 538 | 102 806 | 102 129 | 87 775 | 110 113 |
|              | 2016   | 2017   | 2018    | 2019    | 2020   | 2021    |